# Rich Flex
«Rich Flex» es una canción del rapero canadiense Drake y el rapero estadounidense  21 Savage. Fue lanzada el 4 de noviembre de 2022, como la primera pista del primer álbum colaborativo de ambos raperos, Her Loss. La canción utiliza de base las canciones «Savage» (2020) de Megan Thee Stallion, «24's» (2003) de T.I. y «Red Opps» (2016) de 21 Savage, así como muestras de «I Want You, Girl» (1973) de Sugar y «Nora's Transformation» (1973) de Charles Bernstein, perteneciente a la película de ciencia ficción Invasion of the Bee Girls de Denis Sanders de 1973.
Alcanzó la primera posición en las listas de Billboard Global 200 y Hot R&B/Hip-Hop Songs de Billboard.

## Antecedentes
El 3 de noviembre de 2022, la canción se anunció como parte del tracklist de Her Loss. Poco después del lanzamiento, atrajo la atención y se volvió viral debido a su contenido lírico. La pista en particular recibió mucha atención ya que presenta una interpolación de «Savage» de Megan Thee Stallion, mientras que en otro tema del álbum titulado «Circo Loco» generó controversia ya que Drake supuestamente acusó a la rapera de mentir sobre el incidente de tiroteo en 2020, que la involucran a ella y al rapero Tory Lanez. Sin embargo, Lil Yachty, quien contribuyó a numerosas pistas en el álbum, confirmó en nombre de Drake que la letra era de hecho sobre mujeres que mienten acerca de hacerse un  inyecciones en los glúteos (de ahí las palabras "disparo" (shot) y "semental" (stallion), que es una jerga para referirse a una mujer con glúteos grandes).

## Composición
La canción comienza con Drake pidiéndole repetidamente a Savage que le haga un favor sobre una "base típicamente sencilla de Tay Keith", mientras que este último "rapea sobre las hazañas del club de strippers en Magic City y golpea a sus enemigos con un arma de fuego, imitando ocasionalmente el flujo de semental de forma "Salvaje". Es bastante similar a su colaboración anterior en "Jimmy Cooks", Ocurre un cambio de ritmo a mitad de la pista, con Drake cantando sobre "un ritmo de piano estrepitoso".

## Recepción de la crítica
La participación de 21 Savage fue elogiada. En la reseña de Matthew Ritchie para Pitchfork opinó que la presencia de Savage "hace que Drake se enfrente a la idea de ser un rapero" y le permite entender  que no puede solamente "fluir con el beat" cuando se encuentra con alguien que tiene "habilidades reales".

## Posicionamiento
| Listas (2022)                 | Posición |
| ----------------------------- | -------- |
| ARIA                          | 3        |
| Ö3 Austria Top 40             | 10       |
| Ultratop 50 Singles (Flandes) | 50       |
| Canadian Hot 100              | 1        |
| Billboard                     | 13       |
| Singles Digitál Top 100       | 23       |
| Tracklisten                   | 12       |
| SNEP                          | 74       |
| Billboard Global 200          | 1        |
| Stream Top 40                 | 21       |
| (Plötutíðindi)                | 2        |
| Irish Singles Chart           | 3        |
| FIMI                          | 40       |
| AGATA                         | 3        |
| Billboard                     | 4        |
| Mega Single Top 100           | 12       |
| Recorded Music NZ             | 2        |
| VG-lista                      | 10       |
| Billboard                     | 9        |
| RIAS                          | 11       |
| Singles Digitál Top 100       | 7        |
| RISA                          | 1        |
| Sverigetopplistan             | 16       |
| Schweizer Hitparade           | 4        |
| UK Singles Chart              | 3        |
| UK R&B Chart                  | 1        |
| Billboard Hot 100             | 2        |
| Hot R&B/Hip-Hop Songs         | 1        |